# Reubens
Reubens es una ciudad ubicada en el condado de Lewis en el estado estadounidense de Idaho. En el Censo de 2010 tenía una población de 71 habitantes y una densidad poblacional de 93,88 personas por km².

## Geografía
Reubens se encuentra ubicada en las coordenadas 46°19′19″N 116°32′30″O / 46.32194, -116.54167. Según la Oficina del Censo de los Estados Unidos, Reubens tiene una superficie total de 0.76 km², de la cual 0.76 km² corresponden a tierra firme y (0%) 0 km² es agua.

## Demografía
Según el censo de 2010, había 71 personas residiendo en Reubens. La densidad de población era de 93,88 hab./km². De los 71 habitantes, Reubens estaba compuesto por el 97.18% blancos, el 0% eran afroamericanos, el 1.41% eran amerindios, el 0% eran asiáticos, el 0% eran isleños del Pacífico, el 0% eran de otras razas y el 1.41% pertenecían a dos o más razas. Del total de la población el 0% eran hispanos o latinos de cualquier raza.